# Frøya (Bremanger)
 Ikke at forveksle med Frøya i Trøndelag.
Frøya er en ø i Bremanger kommune i Vestland fylke i Norge.
På Frøya ligger landsbyen Kalvåg og bebyggelserne Liset, Steinset, Nesje, Stranda og Frøyalandet.  Næsten alle indbyggere på øen bor på den sydøstlige kyst. Frøya ligger på nordsiden af Frøysjøen, som er en del af forbindelsen  mellem Florø og Måløy. Frøya har i dag fastlandsforbindelse med broer over Oldersundet, Hamrøysundet til Smørhamnsøy,  og videre over Trongesundet til øen Bremangerlandet. På Bremangerlandet er der undersøisk tunnel Skatestraumtunnelen til fastlandet. Frøya  har et areal på 17,5 km², og højeste fjeldtop, Fanneskard, er på 379 meter over havet. 
Hovederhverv på Frøya er turisme og fiskeforædling. Folketallet på Frøya med tilgrænsende øer er knap 600 personer. 

## Omgivende øer
Både vest, syd og øst for Frøya, er der en mængde med småøer, holme og skær. På nogle af øerne mod vest,  som Gåsøy, Værøy, Nigardsøy og Håøy, var der frem til nyere tid bosætning, og der bor stadig  på Værøy dele af året. 
Mod  øst er det øerne Hamrøy, Sundsøy og Smørhamnsøy som er beboet, og er landfast med broforbindelsen over Oldersundet og Hamrøysundet. Frem til nyere tid har der også vært bosætning på nordre Olderøy, som har vejforbindelse, og Steinholmen.